# Iezerele Cindrelului
Iezerele Cindrelului alcătuiesc o arie protejată de interes național ce corespunde categoriei a IV-a IUCN (rezervație naturală de tip botanic), situat în județul Sibiu, pe teritoriul administrativ al comunei Gura Râului.

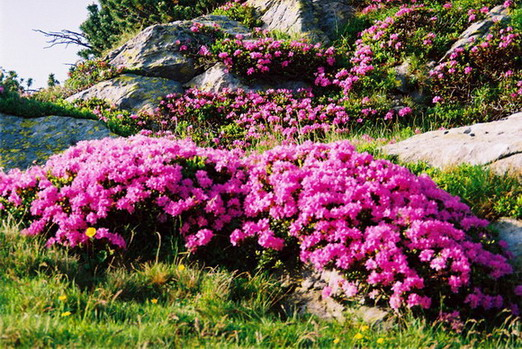
Bujorul de munte (Rhododendron kotschyi)

Rezervația naturală aflată în versantul nordic al Munților Cindrelului, are o suprafață de 609,69 ha, și reprezintă o arie cu forme de relief diversificate: căldări glaciare cu pereți abrupți, stâncării, morene, lacuri (Iezeru Mare și Iezeru Mic) și văi glaciare, ce adăpostesc o floră și o faună bine diversificată.

## Descriere
Rezervația naturală a fost declarată arie protejată prin Legea Nr.5 din 6 martie 2000, publicată în Monitorul Oficial al României, Nr.152 din 12 aprilie 2000, privind aprobarea Planului de amenajare a teritoriului național - Secțiunea a III-a - zone protejate și are o suprafață de 609, 69 ha. 

## Biodiversitate
Iezerele sunt incluse în situl de importanță comunitară Frumoasa și au fost desemnate ca rezervație naturală în scopul protejării și conservării anumitor specii din flora spontană și fauna sălbatică a Cindrelului.
Flora este reprezentată de specii arboricole de zâmbru (Pinus cembra), jneapăn (Pinus mugo) sau ienupăr (Juniperus communis). La nivelul ierburilor vegetează elemente floristice de stâncărie și fâneață; cu specii de: bujorul de munte (Rhododendron kotschyi), usturoiul siberian (Allium sibirium L.), rogozuri (Carex capillaris), veronica (Veronica baumgartenii), clopoței de munte (Campanula alpina); dintre care unele protejate la nivel european prin Directiva 92/43/CE (anexa I-a) din 21 mai 1992 - privind conservarea habitatelor naturale și a speciilor de faună și floră sălbatică).
Fauna este alcătuită dintr-o gamă diversă mamifere (unele aflate pe lista roșie a IUCN): capra neagră (Rubicapra rubicapra), urs brun (Ursus arctos), vulpe  (Vulpes vulpes), lup cenușiu (Canis lupus), jder (Martes martes); păsări, insecte, reptile și batracieni.